# Гибадуллин, Габдулхак Габдуллович
Габдулха́к Габду́ллович Гибаду́ллин (16 марта 1952, дер. Тат-Китня, Мари-Турекский район, Марийская АССР, РСФСР, СССР — 1 июля 2016, пос. Медведево, Марий Эл, Россия) — советский и российский артист цирка (клоун, дрессировщик, акробат). Художественный руководитель Театра зверей в Йошкар-Оле (1994—1996), основатель и директор мини-зоопарка «Чудо-остров» в посёлке Медведево Республики Марий Эл (2000—2016). Лауреат Всесоюзного конкурса артистов цирка (1988). Народный артист Марийской АССР (1987). Заслуженный артист Татарской АССР (1982).

## Биография
Родился 16 марта 1952 года в деревне Тат-Китня Мари-Турекского района Республики Марий Эл.
В 1977 году окончил Студию цирковой клоунады при Московском цирке на Цветном бульваре под руководством профессора, народного артиста РСФСР М. С. Местечкина. Его учителями были О. К. Попов, М. Н. Румянцев, династия Дуровых. В 1977 году стал артистом цирка на Цветном бульваре под руководством Ю. Никулина. В 1977—1994 годах с номером «Игра с животными» выступал в составе трупп «Росгосцирка», объездив не только СССР, но и побывав в Голландии, Бельгии, Франции, Австрии, Германии и на Кубе.
В 1988 году стал лауреатом Всесоюзного конкурса артистов цирка.
В 1994—1996 годах был художественным руководителем Театра зверей в Йошкар-Оле. Более известен как основатель и директор мини-зоопарка «Чудо-остров» в посёлке Медведево Республики Марий Эл (2000—2016).
В 1982 году ему присвоено почётное звание «Заслуженный артист Татарской АССР», в 1987 году — звание «Народный артист Марийской АССР». В 1980 году награждён Почётной грамотой Президиума Верховного Совета Марийской АССР (недоступная ссылка с 07-06-2022 [1137 дней]).
Скончался 1 июля 2016 года в посёлке Медведево Республики Марий Эл.

## Память

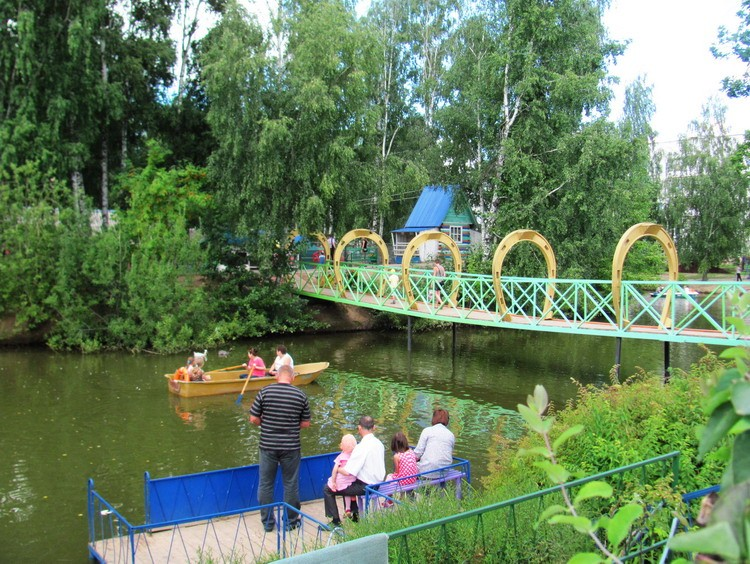
Медведевский мини-зоопарк «Чудо-остров» имени Г. Г. Гибадуллина (Марий Эл, посёлок Медведево)

С 2016 года имя артиста цирка Г. Гибадуллина носит основанный им мини-зоопарк «Чудо-остров» в посёлке Медведево Республики Марий Эл.

## Звания и награды
- Почётная грамота Президиума Верховного Совета Марийской АССР (1980)[1][2]
- Заслуженный артист Татарской АССР (1982)[1][2]
- Народный артист Марийской АССР (1987)[1][2]